# 拉维迪瓦里奥斯
拉维迪瓦里奥斯，是西班牙卡斯蒂利亚-莱昂布尔戈斯省的一个市镇。总面积38平方公里，总人口331人（2001年），人口密度9人/平方公里。